# Petit Morin
Pour les articles homonymes, voir Morin.
Le Petit Morin est une rivière de France, dans les départements de la Marne, de l'Aisne et de Seine-et-Marne, donc dans les trois régions Grand Est, Hauts-de-France, Île-de-France, affluent de la rive gauche de la Marne, et donc sous-affluent de la Seine.

## Hydronymie
Le nom de la rivière est attesté sous les formes Morein (1168) ; Aqua de Moreins (1209) ; Ripparia de Morains (1227) ; Morain (1252) ; Mourein (1272) ; Morin (1278).

Du germanique moor « marais » et désinence du cas régime -ain.

## Géographie

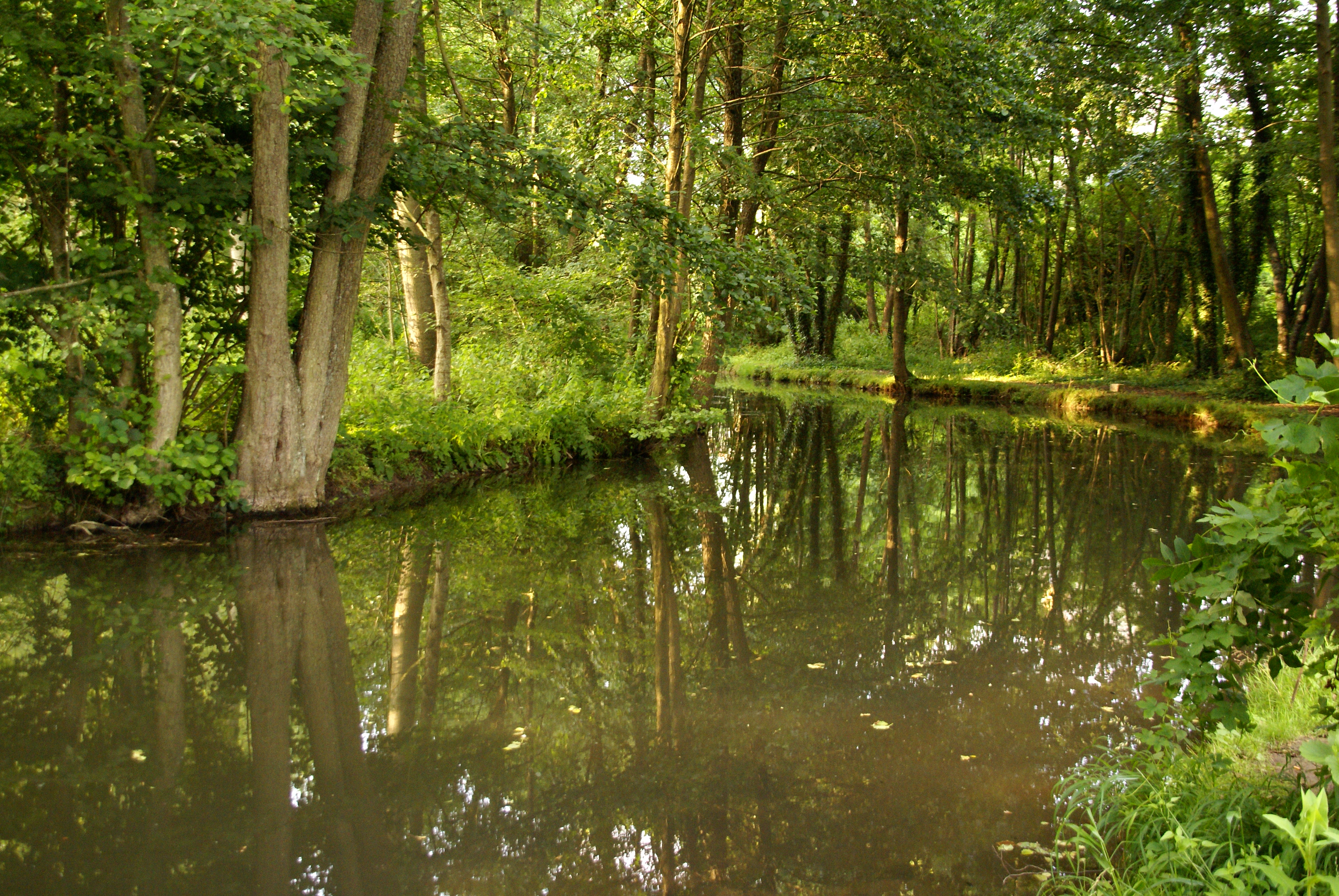
Le Petit Morin à Montmirail.

La source de la rivière est sur la commune de Val-des-Marais, dans les Marais de Saint-Gond dans le département de la Marne. Se dirigeant vers l'ouest, le Petit Morin arrose Montmirail puis après un bref passage dans le sud de l'Aisne, il pénètre en Seine-et-Marne. Il coule parallèlement au Grand Morin au nord de ce dernier, de manière générale vers l'ouest.
Il conflue avec la Marne à La Ferté-sous-Jouarre après un parcours de 86,3 km.

### Départements traversés
Marne ~ Aisne ~ Seine-et-Marne.

### Communes traversées
Dans la Marne
Val-des-Marais ~ Bannes ~ Vert-Toulon ~ Coizard-Joches ~ Broussy-le-Grand ~ Courjeonnet ~ Reuves ~ Villevenard ~ Oyes ~ Talus-Saint-Prix ~ Bannay (sur quelques dizaines de mètres) ~ Corfélix ~ Le Thoult-Trosnay ~ Boissy-le-Repos ~ Bergères-sous-Montmirail ~ Montmirail ~ Mécringes
Dans l'Aisne
Dhuys et Morin-en-Brie ~ Vendières
En Seine-et-Marne
Montdauphin ~ Verdelot ~ Villeneuve-sur-Bellot ~ Bellot ~ Sablonnières ~ La Trétoire ~ Boitron ~ Orly-sur-Morin ~ Saint-Ouen-sur-Morin ~ Saint-Cyr-sur-Morin ~ Jouarre ~ La Ferté-sous-Jouarre.

### Bassin versant
Le Petit Morin traverse cinq zones hydrographiques.

## Affluents
Le Petit Morin a onze affluents référencés :
- le ruisseau de Cubersault, 10 km ;
- le cours d'eau des Haras, 7 km ;
- le ru de l'Homme Blanc, 6 km ;
- le ru Moreau, 6 km ;
- le ru du Val, 6 km ;
- le ru de Vinet, 6 km ;
- le ru de Saint-Martin, 5 km ;
- le ru d'Avaleau, 5 km ;
- le ru de la Fonderie, 4 km ;
- le ru de la Bourgogne, 3 km ;
- le cours d'eau du Bois de Trosnay, 7 km.

## Hydrologie

### Le Petit Morin à Jouarre
Le débit moyen annuel du Petit Morin, calculé sur 47 ans à Jouarre (de 1962 à 2008), est de 3,4 mètres cubes par seconde pour une surface de bassin de 605 km2. 
Le Petit Morin présente des fluctuations saisonnières de débit relativement modérées et typiques des rivières de la Brie (Grand Morin, Surmelin). Les hautes eaux surviennent en hiver, et portent les débits mensuels moyens à un niveau de 4,54 à 6,28 mètres cubes par seconde, de décembre à avril inclus (avec un maximum en février), et les basses eaux en été, de juillet à octobre, avec une baisse du débit moyen mensuel jusqu'au niveau de 1,34 mètre cube par seconde aux mois d'août et de septembre.

### Étiage ou basses eaux
Aux étiages, le VCN3 peut chuter jusque 0,69 mètre cube par seconde, en cas de période quinquennale sèche.

### Crues
Les crues sont assez fréquentes mais nettement moins importantes que celles du Grand Morin. Le QIX 2 et le QIX 5 valent respectivement 17 et 24 mètres cubes par seconde. Le QIX 10 est de 29 mètres cubes par seconde. Le QIX 20 se monte à 34 mètres cubes par seconde. Quant au QIX 50, il est de 39 mètres cubes par seconde. 
À titre de comparaison, le QIX 10 du Grand Morin à Pommeuse vaut 93 mètres cubes par seconde pour une portion de bassin de 770 km2, tandis que son QIX 50 est de 130 mètres cubes par seconde. Le QIX 10 comme le QIX 50 du Petit Morin sont de l'ordre du tiers de ceux du Grand Morin, alors que le bassin versant de ce dernier à cet endroit est plus étendu de seulement 25 %. En d'autres termes, les risques de débordement du Petit Morin sont très nettement moindres que ceux du Grand Morin.

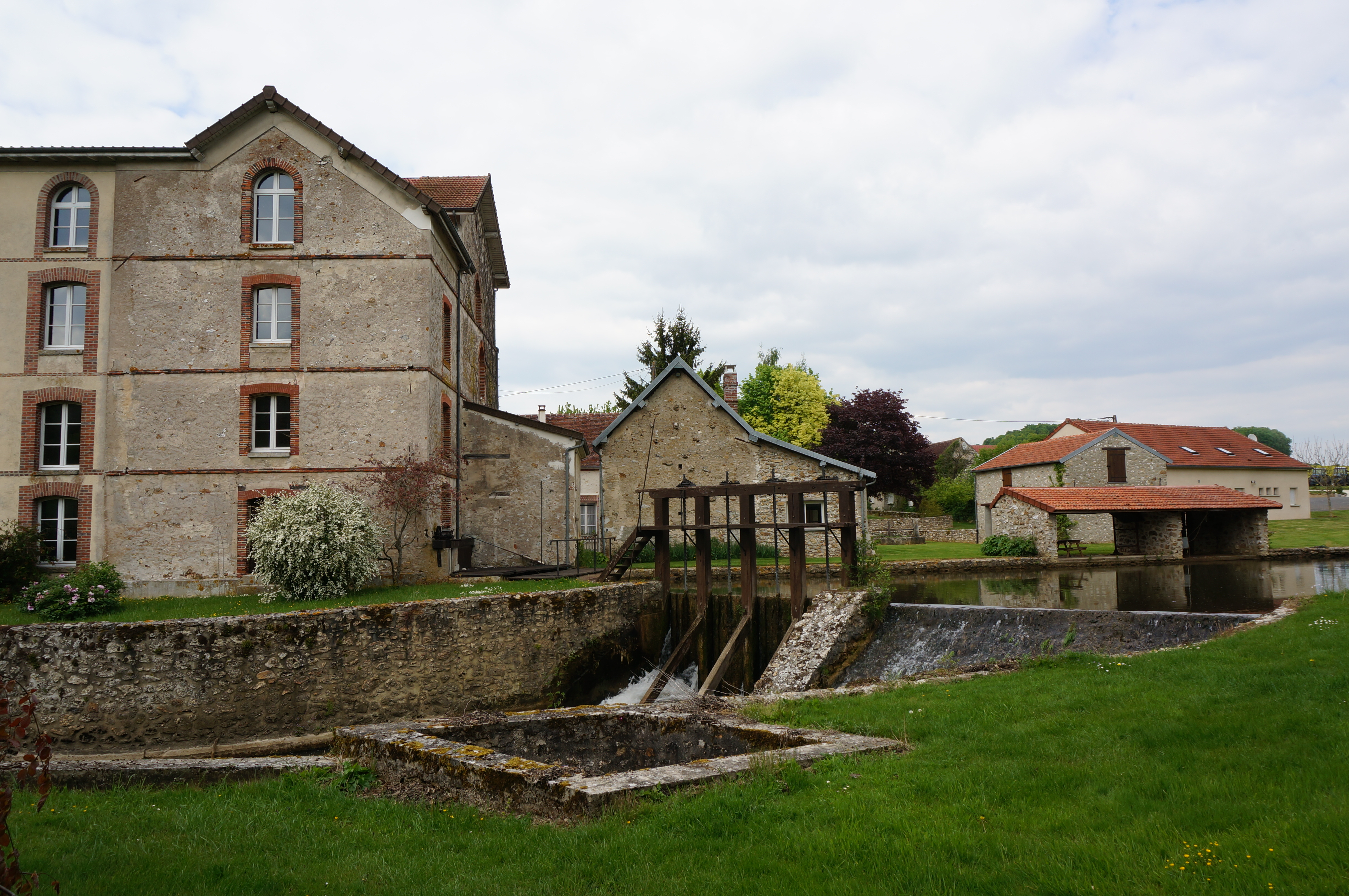
Moulin sur le Petit Morin à Bergères-sous-Montmirail.

Le débit instantané maximal enregistré a été de 67 mètres cubes par seconde le 1er juin 2016, tandis que la valeur journalière maximale était de 63 mètres cubes par seconde le même jour, qui fut aussi la date des crues records du Grand Morin. Si l'on compare la première de ces valeurs à celles des différents QIX de la rivière, l'on constate que cette crue était d'une intensité largement supérieure à celle définie par le QIX 50, et donc tout à fait exceptionnelle.
Une autre crue majeure est arrivée le 2 aout 2024 à la suite de cumuls exceptionnels de pluie (de plus de 100 mm en quelques heures par des orages) causant des dégâts considérable notamment sur les communes de Verdelot, Bellot et Sablonnières, en égalant ainsi de juin 2016 à Vanry (hauteur de mesure à 3,05 m). 
Le Petit Morin peut donc aussi avoir des crues torrentiels en période estival, mais elles restent cependant rare et localisée sur une partie de son bassin.

### Lame d'eau et débit spécifique
La lame d'eau écoulée dans le bassin du Petit Morin est de 178 millimètres annuellement, ce qui est très inférieur à la moyenne d'ensemble de la France (320 millimètres), ainsi qu'à la moyenne de la totalité du bassin versant de la Seine (plus ou moins 240 mm). Le débit spécifique (ou Qsp) se monte dès lors à 5,6 litres par seconde et par kilomètre carré de bassin.

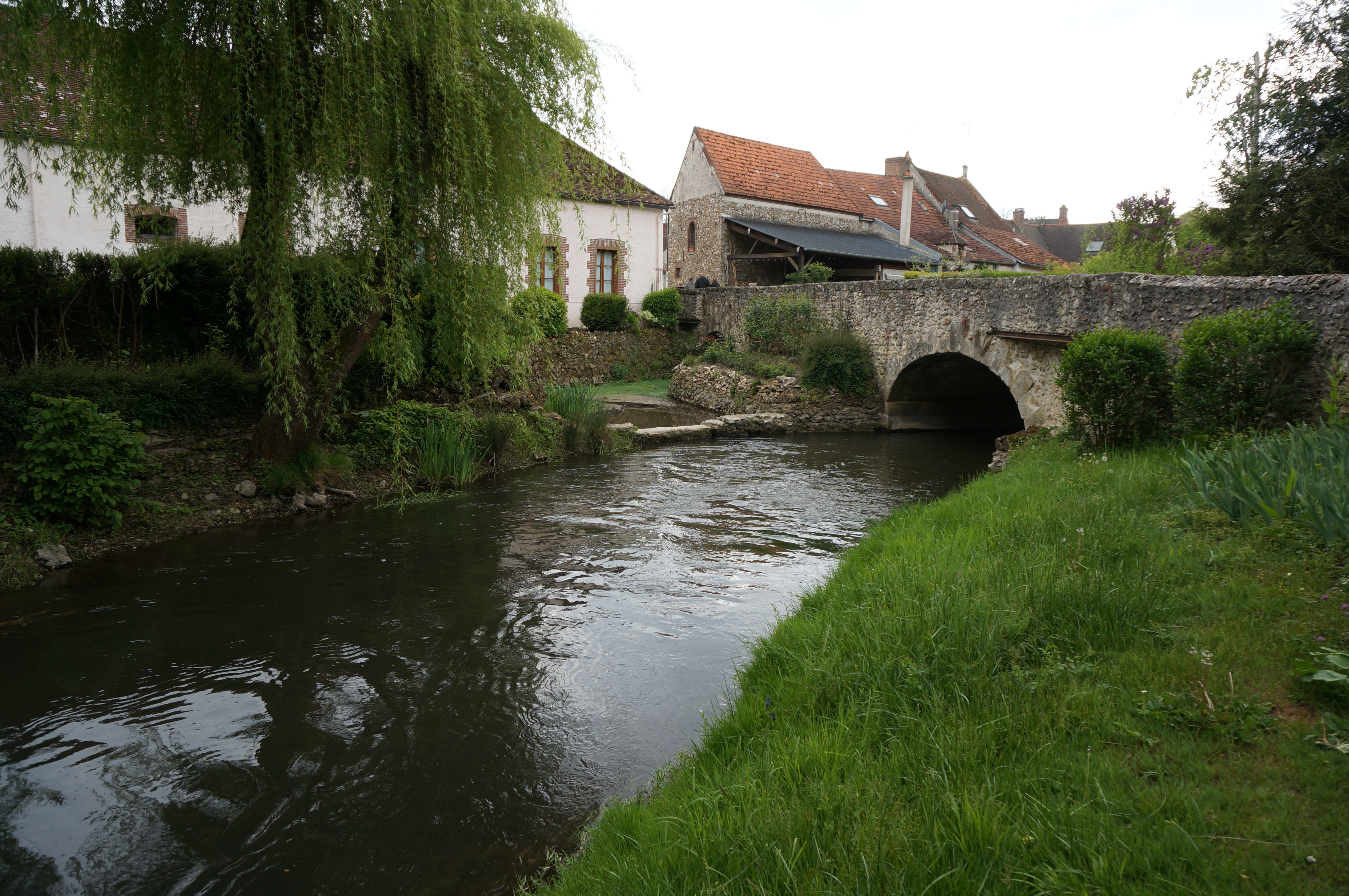
La rivière à Le Thoult-Trosnay.